# U-292
U-292 — средняя немецкая подводная лодка типа VIIC/41, времён Второй мировой войны. Заложена 12 ноября 1942 года (номер 57), спущена на воду 17 июля 1943 года, потоплена 27 мая 1944 года глубинными бомбами английского противолодочного самолёта Liberator из эскадрильи № 59 ВВС Великобритании.

## История строительства
Построена верфью Vegesacker компании Bremer Vulkan, став первой в заказанной этой верфи серии из 18 лодок. Имела отличающееся артиллерийское вооружение, включавшее одну 37-мм зенитную установку и две 20-мм зенитных установки, но без артиллерийского орудия (как в стандартной комплектации для VIIC). Командиром лодки был назначен Вернер Шмидт, принявший пост после четырёх боевых выходов на U-84 в качестве вахтенного офицера. Летом 1943 года Вернер Шмидт завершил обучение на командира подводной лодки и в конце августа принял командование над U-292. 1 октября 1943 года ему было присвоено звание первого лейтенанта.

## История службы
U-292 вошла в строй 25 августа 1943 года. До 30 марта следующего года она совершила несколько учебных плаваний в Балтийском море для подготовки экипажа. В это время U-292 входила в состав 8-й учебной флотилии и базировалась в Данциге. 1 мая 1944 года лодка была приписана к 1-й флотилии. U-292 вышла из Киля 6 мая и через два дня достигла Ларвика в Норвегии. Отсюда она отправилась в Берген, которого достигла 22 мая.
U-292 отплыла из Бергена 24 мая. 27 мая 1944 года лодка была обнаружена и потоплена канадским пилотом британского бомбардировщика Liberator, координаты 62°37′ с. ш. 00°57′ в. д..
Экипаж численностью пятьдесят один человек, погиб с лодкой.